# شپش پالاس
شپش پالاس (ترکی استانبولی: Bit Palas) رمانی نوشته الیف شافاک از نویسندگان مشهور معاصر ترکیه و یکی از پرفروش‌ترین نویسندگان این کشور در ایران می‌باشد. این دومین کتابی است که از این نویسنده به فارسی ترجمه می‌شود.

## دربارهٔ شپش پالاس
شافاک خود دربارهٔ این موضوع می‌گوید: می‌دانید چه شد نوشتن این رمان را آغاز کردم؟ روزی از روزها که نزدیکی میدان تقسیم قدم می‌زدم، نوشته‌ای به رنگ سفید دیدم که کنار چشمه‌ای تاریخی حک شده بود: در این مکان درویشی آرمیده است، آشغال نریزید وگرنه به زمین گرم می‌خورید. شاید ده بیست دقیقه همان‌جا ایستادم. به این فکر افتادم چطور شده این را نوشته‌اند، خیال بافتم و رمان در ذهنم آغاز شد.

## در زبان فارسی
این کتاب در سال ۱۳۹۴ توسط تهمینه زاردشت به فارسی ترجمه شده است.